# Relaciones Colombia-Países Bajos
Las relaciones Colombia-Países Bajos son las relaciones diplomáticas entre la República de Colombia y el Reino de los Países Bajos. Ambos gobiernos mantienen una relación amistosa inicios del siglo XIX.

## Historia
Ambos gobiernos establecieron relaciones diplomáticas en 1829. No oficialmente, las relaciones nacieron cuando Guillermo I de los Países Bajos buscó un acercamiento con Simón Bolívar, ligado a las guerras de independencia latinoamericanas y a la isla de Curazao.

## Relaciones económicas
Colombia exportó productos por un valor de 1 215 053 miles de dólares, siendo los principales productos de petróleo, carbón y productos agroindustriales, mientras que Colombia exportó productos por un valor de 266 755) miles de dólares, siendo los principales productos químicos, maquinaria y productos agroindustriales.

## Representación diplomática
- Colombia tiene una embajada en La Haya, así como un consulado general en Ámsterdam.[3]
- Países Bajos tiene una embajada en Bogotá, así como consulados en Medellín, Cali y Cartagena de Indias.[4]